# 1909 في ألمانيا
فيما يلي قوائم الأحداث التي وقعت خلال عام 1909 في ألمانيا.

## سياسة

### تعيين في المنصب
- 14 يوليو – تيوبالت فون بتمان هولفيغ مستشار ألمانيا.

### انتهاء فترة المنصب
- 14 يوليو – برنارت فون بولوف مستشار ألمانيا.

## مواليد

### يناير
- 1 يناير – أوتو تسيرر مؤرخ ألماني.
- 4 يناير – سيلي أوسيم لاعبة كرة مضرب ألمانية.
- 25 يناير – رينهولد مونزينبيرغ لاعب كرة قدم ألماني.
- 31 يناير – يوسف بورغ سياسي إسرائيلي.

### أبريل
- 9 أبريل – إرنست آخينباخ
- 24 أبريل – كونراد فراي لاعب جمباز فني ألماني.

### مايو
- 9 مايو – هيلدا ليفي فيزيائية ألمانية.

### يونيو
- 19 يونيو – هوغو موسر
- 26 يونيو – اروين شوبر فيزيائي ألماني.

### يوليو
- 5 يوليو – هانز فير
- 7 يوليو – غوتفريد فون كرام لاعب كرة مضرب ألماني.
- 28 يوليو – آيني بوردا ناشرة ألمانية.

### أغسطس
- 23 أغسطس – إيفا جاستن

### سبتمبر
- 2 سبتمبر – كارل أوتو بارتنينغ مونتير ألماني.
- 9 سبتمبر – جاين باكستر

### أكتوبر
- 15 أكتوبر – برنهارد نويمان

### نوفمبر
- 21 نوفمبر – أوتو زولنر شور عالم نبات ألماني.
- 21 نوفمبر – هيرمان بول مولر
- 26 نوفمبر – فريتز بوخلوه لاعب كرة قدم ألماني.

### ديسمبر
- 2 ديسمبر – سيبيل شميتز
- 27 ديسمبر – فريدريش بوب فيزيائي ألماني.

## وفيات

### يناير
- 22 يناير – إيميل إيرلينماير (مواليد 1825) كيميائي ألماني.

### فبراير
- 26 فبراير – هيرمان إبنجهاوس (مواليد 1850)

### مارس
- 24 مارس – ألفريد ميسيل (مواليد 1853) مهندس معماري ألماني.

### يوليو
- 22 يوليو – ديتلف فون ليلينكرون (مواليد 1844)

### سبتمبر
- 11 سبتمبر – كارل أوغست أوتو هوفمان (مواليد 1853) عالم نبات ألماني.

### نوفمبر
- 2 نوفمبر – وليم آلورد (مواليد 1828)
- 30 نوفمبر – كارل تيودور، دوق في بافاريا (مواليد 1839)

### ديسمبر
- 11 ديسمبر – لودفيغ موند (مواليد 1839)
- 16 ديسمبر – أديلايد من لوفنشتاين-فيرتهايم-روزنبرغ (مواليد 1831)